# Liste de musées en Palestine
Pour les autres articles nationaux ou selon les autres juridictions, voir Liste des musées par pays.

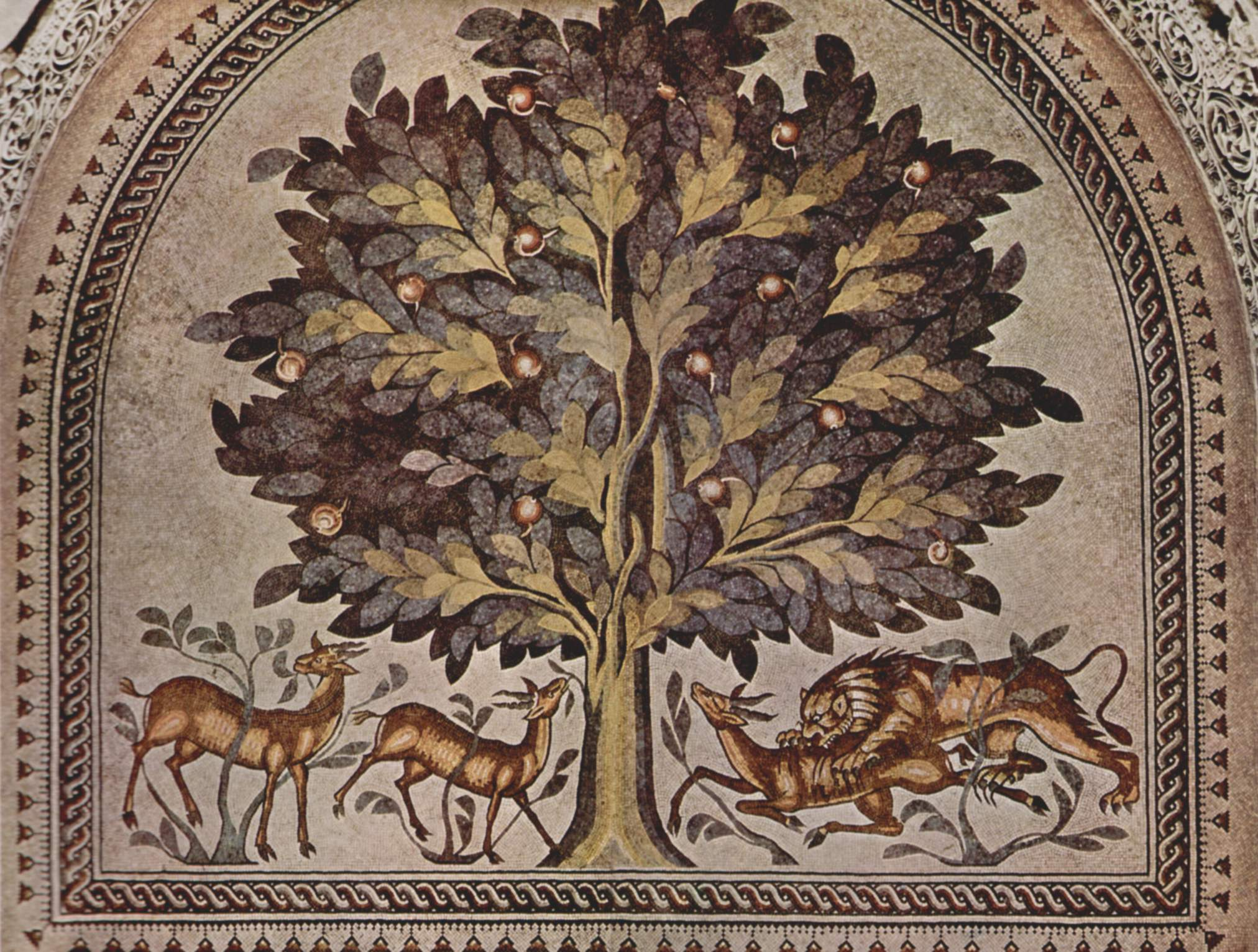
Mosaïque représentant l'arbre de vie au palais d'Hisham à Jéricho.

Cet article présente une liste de musées situés en Palestine, par localisation.

## Bande de Gaza

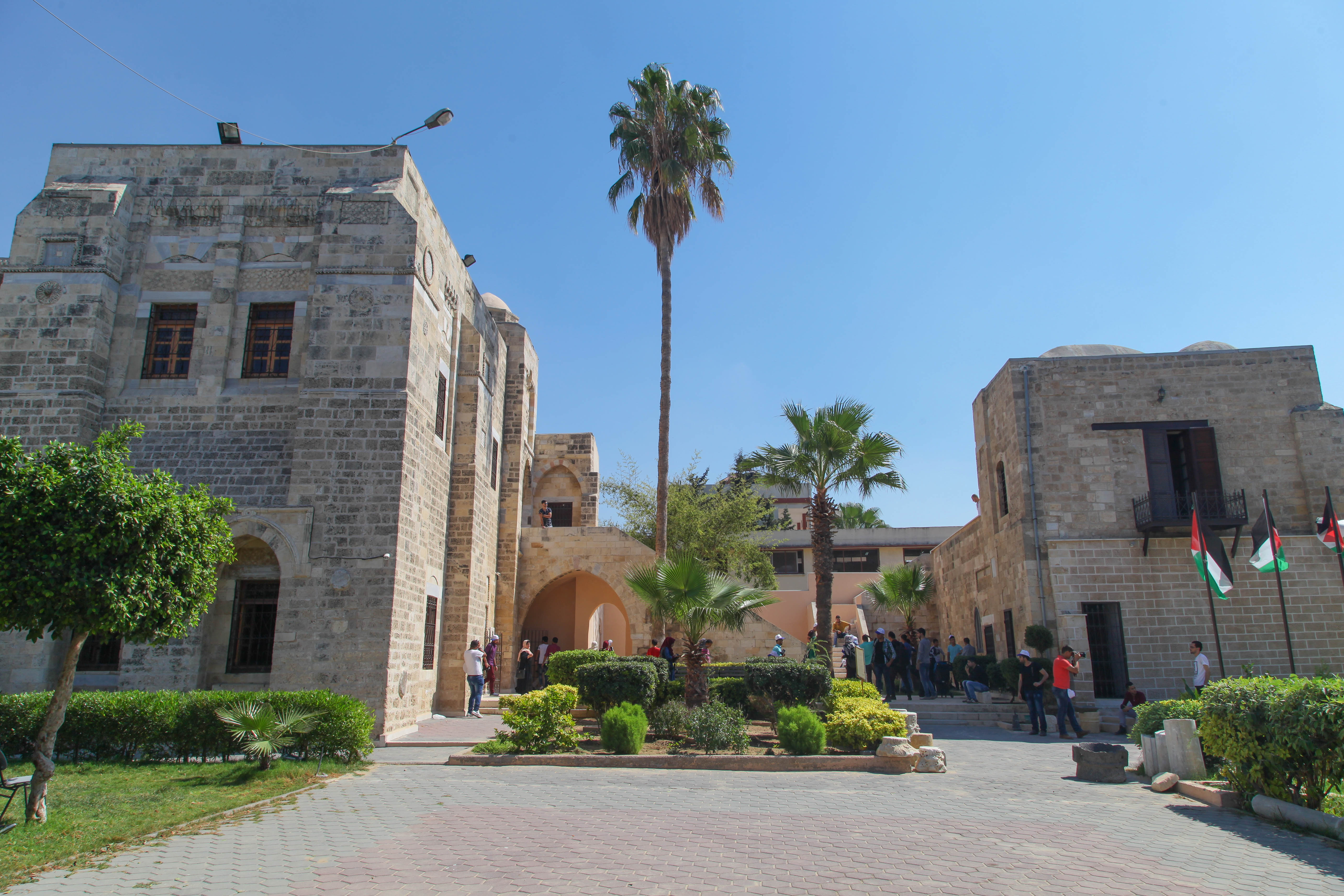
Le musée du Palais du Pacha, Château de Radwan et Fort de Napoléon.

- Fondation Yasser Arafat - Bureau de Gaza
- Musée archéologique de Gaza
- Musée culturel d'Al-Qarara
- Musée du Palais du Pacha, Château de Radwan et Fort de Napoléon
- Musée de Rafah (détruit par Tsahal en 2023)

## Bethléem
- Musée Al-Badd de la production d'huile d'olive (en)
- Musée Baituna al-Talhami (en)
- Musée palestinien d'histoire naturelle (en)
- Musée Riwaya - Centre de la paix de Bethléem, Manger Square, Bethléem[1].
- Musée du château de Murad pour le patrimoine palestinien - Al-Khader[2],[3].

## Bir Zeit
- Musée palestinien
- Musée de l'université de Beir Zeit

## Hébron
- Musée de l’Université d’Hébron
- Musée Dura
- Musée du vieil Hébron[4],[5].

## Jéricho
- Musée russe[6].
- Palais d'Hisham

## Jérusalem

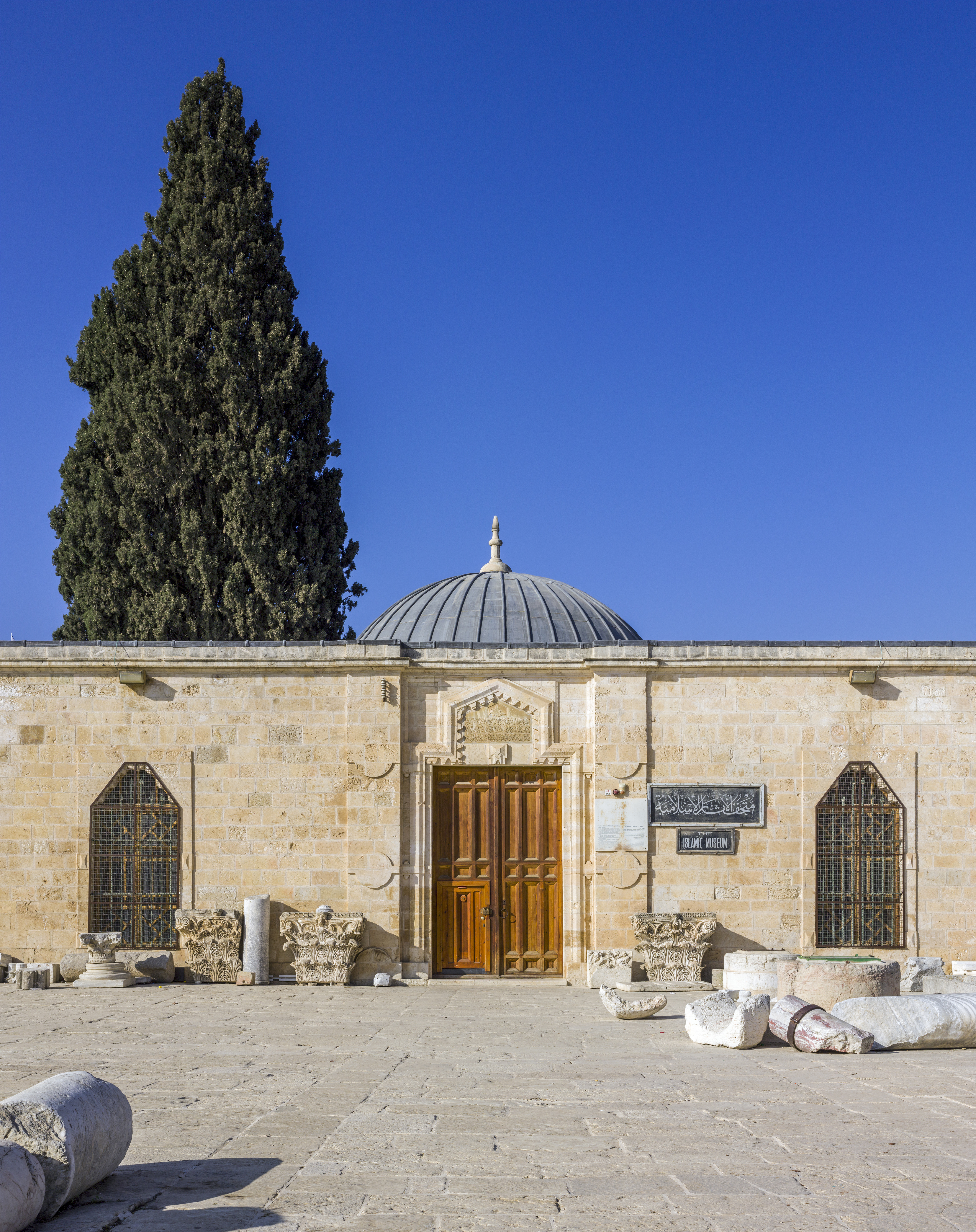
Entrée du musée islamique de Jérusalem.

- Musée islamique de Jérusalem (mont du Temple)
- Centre Abu Jihad et musée des prisonniers de l'université al-Qods[7].
- Musée des sciences de l'université al-Qods[8]
- Musée Meet Math (Musée des mathématiques) Abou Dis[9]
- Musée archéologique de Palestine, Jérusalem-Est[10] (renommé Musée Rockefeller).
- Musée du patrimoine palestinien, Jérusalem-Est[11].
- Musée arménien, quartier arménien, Jérusalem-Est[12].
- Terra Sancta Museum, quartier chrétien, Jérusalem-Est[13].

## Naplouse
- Musée des Samaritains, Mont Gerizim
- Musée du patrimoine populaire palestinien de l'université nationale An-Najah

## Qalqilya
- Musée d'histoire naturelle du zoo de Qalqilya (en)

## Ramallah
- Musée Mahmoud Darwich
- Musée Arafat
- Khan Al-Bireh